# Душан Трифуновић
Душан Трифуновић (Свилајнац, 1/13. март 1880. — Нирнберг, 28. фебруар 1942) био је високи официр српске, дивизијски генерал и министар војске и морнарице Краљевине Југославије.

## Младост
Душан Трифуновић рођен је 1/13. март 1880. године у Свилајнцу. Отац Панта био је тада артиљеријски поручник и командант 7. батерије у Другом артиљеријском пуку. Мајка Марица била је кћи Хаџи Максима Петровића, кафеџије из Београда. Душан је био најстарији од седморо деце. Презиме Трифуновић породица је добила од његовог прадеде Трифуна који се настанио из Старе Србије 1800. године у село Смољинац код Пожаревца. Душанов отац имао је петоро браће. У петнаестој години Панта Трифуновић након Турског бомбардовања Београда 1862. године, ступио у војску Кнежевине Србије. Као артиљеријски потпоручник учествовао је у Српско-турским ратовима 1876. из којих је изашао са чином поручника. По завршетку Другог српског турског рата, Панта ће се настанити у Свилајнац где ће се оженити и добити децу. Након рођења његовог првог сина Душана, Панта се са породицом сели у Београд. Унапређен је у чин капетана и распоређен у економско одељење Министарства војног. Службовање у Београду потрајало је до Српско бугарског рата 1885. када је као ађутант команданта Дринске дивизије учествовао у бици на Сливници. Даље службовање му се наставило у Чачку 1888. потом у Ваљеву и Кладову 1893. године. Те године је унапређен у чин потпуковника а ускоро и пензионисан. Ово пензионисање је за његову породицу значило коначно настањење у Београду где је Душан наставио школовање у Другој мушкој гимназији. До тада он је завршио шест разреда а по ондашњем закону то је било довољно да конкурише за питомца Војне академије. Разредни другови су му били Војислав Танкосић, Јеврем Дамјановић, Војин Чолак-Антић и други. 

## Војна академија
По жељи оца уписује Војну академију 1896. године као припадник 29. класе. При пријему настао је проблем који је могао да га онемогући да упише жељену школу. Разлог је био јер није задовољавао ондашња правила да кадет мора бити доброг здравља и јаче физичке конституције. Његов отац Панта преко својих колега и пријатеља је интервенисао, па је Душан иако не задовољавајући све критеријуме ипак примљен. У својој класи упознао је многе другове тадашње кадете који ће постати генерали из 27, 28, 29. и 30. класе. Међу најбољим пријатељима су му били Милан Недић, Војислав Томић, Драгомир Стојановић, Јосиф Костић, Љубомир Марић, Петар Живковић, Пантелија Јуришић и многи други. У то време Војна академија била је респектабилна наставна установа у којој се, по мери тадашњих европских искустава, давала највиша војничка спрема, али и општа култура уз обавезно учење више страних језика, тако да су се млади официри брзо исказивали као преводиоци дела из иностранства. Душан је на почетку каријере 1903. године, превео са немачког једно војно дело. Професори на академији од којих је Душан учио били су: Дамјан Поповић, Живојин Мишић, Степа Степановић, и многи други који су му били узор, са којима ће даље службовати по окончању школовања. Своје школовање је успешно завршио 30. маја 1899. године као трећи у рангу и тада је унапређен у свој први официрски чин артиљеријског потпоручника. Испред њега су били Миливоје Јоксимовић и Радоје Лазић. Према тадашњим обичајима прва тројца су могла да бирају место службовања.

## Априлски рат
Уочи априлског рата, генерал Душан Трифуновић командовао је 7. армијом ЈВ, која је бранила гранични фронт према Немачкој и Италији од Орможа до Сушака и поморски фронт Сушак - Карлобаг, у саставу Прве групе армија под командом генерала Милорада Петровића. У саставу 7. армије било је 9 посадних пукова, Дравска и Триглавска дивизија, као и Лички и Триглавски Ришњачки планински одред.
Делови 7. армије ушли су у борбу 7. априла код Птуја и Марибора, повукавши се на десну обалу Драве. 9 априла снаге 7. армије напустиле су Птуј и повукле се према Новом Месту и Карловцу, а 10. априла потиснуте су према Динари. Захваћене општим расулом ЈВ, последње трупе 7. армије заробљене су од Немаца и Италијана 13. априла.